# Anawa (album)
Anawa – jedyny album grupy Anawa nagrany wspólnie z Andrzejem Zauchą, którego zaprosił do współpracy współtwórca grupy Jan Kanty Pawluśkiewicz po rozstaniu z Markiem Grechutą w 1973 roku.
Już poprzedni album Korowód w warstwie tekstowej dotykał problemów egzystencjalnych. Tym razem zespół postanowił nagrać album koncepcyjny na temat człowieczeństwa. Filozoficzne teksty napisane przez Leszka Aleksandra Moczulskiego i Ryszarda Krynickiego uzupełniły: Inwokacja do starobabilońskiego Eposu o Gilgameszu i fragment rozprawy filozoficznej Giordano Bruno.
Chociaż na okładce pierwsza strona zawiera 6 utworów, to na naklejce na płycie są tylko 3 (utwory połączone są w pary). Na płycie „To tu, to tam” Grzegorz Turnau umieścił cover utworu „Tańcząc w powietrzu” pod zmienionym tytułem „Jak linoskoczek”.

## Lista utworów
| 1.  | „Kto wybiera samotność”       | 1:03  |
|     |                               |       |
| 2.  | „Człowiek miarą wszechrzeczy” | 2:51  |
|     |                               |       |
| 3.  | „Abyś czuł”                   | 5:15  |
|     |                               |       |
| 4.  | „Widzialność marzeń”          | 3:24  |
|     |                               |       |
| 5.  | „Ta wiara”                    | 4:08  |
|     |                               |       |
| 6.  | „Będąc człowiekiem”           | 3:08  |
|     |                               |       |
| 7.  | „Stwardnieje ci łza”          | 2:40  |
|     |                               |       |
| 8.  | „Tańcząc w powietrzu”         | 4:02  |
|     |                               |       |
| 9.  | „Uwierz w nieznane”           | 5:45  |
|     |                               |       |
| 10. | „Kto tobie dał”               | 3:17  |
|     |                               |       |
| 11. | „Nie przerywajcie zabawy”     | 3:20  |
|     |                               |       |
|     |                               | 38:53 |
|     |                               |       |
muzyka:
- Jan Kanty Pawluśkiewicz z wyjątkiem „Nie przerywajcie zabawy”, które powstało wspólnie z Zygmuntem Kaczmarskim

teksty:
Leszek Aleksander Moczulski z wyjątkiem:
- „Kto wybiera samotność” i „Uwierz w nieznane” – Ryszard Krynicki;
- „Człowiek miarą wszechrzeczy” – fragment Eposu o Gilgameszu, tłum. Robert Stiller
- „Będąc człowiekiem” – Giordano Bruno

## Twórcy
- Andrzej Zaucha – śpiew, instrumenty perkusyjne
- Jan Kanty Pawluśkiewicz – fortepian, aranżacje
- Anna Wójtowicz – wiolonczela
- Zygmunt Kaczmarski – skrzypce, gitara
- Jan Gonciarczyk – kontrabas
- Tadeusz Kożuch – altówka, trąbka
- Zbigniew Frankowski – gitara, śpiew
- Eugeniusz Makówka – perkusja

oraz sympatyk zespołu:
- Benedykt Radecki – perkusja